# قطعنامه ۱۱۶۳ شورای امنیت
قطعنامه ۱۱۶۳ شورای امنیت سازمان ملل متحد که در تاریخ ۱۷ آوریل ۱۹۹۸ تصویب شد، سندی بین‌المللی دربارهٔ بررسی وضعیت صحرای غربی است. این قطعنامه طی نشست ۳۸۷۳ام با ۱۵ رای موافق، ۰ مخالف و ۰ ممتنع تصویب شد.